# Sintetički benzin
Sintetički benzin je tekuće gorivo koje se dobiva Fischer-Tropschovom sintezom iz ugljikova monoksida i vodika (Sintezni plin). To je visokoučinkovito i ultra-čisto sintetsko gorivo bez (ili s veoma malim udjelima) sumporovih spojeva, aromatskih ugljikovodika i teških metala.

## Proizvodnja
Fischer-Tropschova sinteza (FTS) je postupak dobivanja smjese alifatskih ugljikovodika katalitičkom reakcijom ugljikova monoksida i vodika (sinteznog plina).
Godine 1923. F. Fischer i H. Tropsch uspjeli su pretvorbom sinteznog plina dobiti smjesu nižih ugljikovodika (sintetički benzin) pri niskom tlaku (7 bara) prema Bergiusovu procesu. Bergiusov proces je postupak proizvodnje tekućih ugljikovodika sintetičkih goriva hidrogenacijom visoko-hlapljivog bitumenskog ugljena pri visokoj temperaturi i tlaku kojeg je 1913. godine razvio Friedrich Bergius.  Danas se u Južnoafričkoj Republici proizvodi sintetički benzin usavršenim FTS postupkom, i to dvama procesima: Sasol i Synthol, a sintezni plin se dobiva od ugljena ili prirodnog plina. Postupno se razvija i postupak proizvodnje sintetičkih goriva iz biomase.
Dobiveni se benzini klasificiraju kao ravnolančani ili parafinski, što podrazumijeva da se kao komponenta za namiješavanje benzinskih motora valoriziraju kao niskovrijedni, ali kao sirovina za petrokemiju, odnosno proizodnju etilena su izuzetno atraktivni.

## Prednosti i nedostaci

#### Prednosti
- za proizvodnju sintetičkog benzina nisu potrebne izmjene postojeće infrastrukture (tankeri, cjevovodi, crpke, tankovi, cisterne)
- velike rezerve niskovrijednih sirovina ugljena i prirodnog plina
- ekološki usmjerena proizvodnja
- postrojenja se lako mogu prilagoditi za proizvodnju goriva za gorive članke / elektrokemijske motore s velikim sadržajem vodika[2]

#### Nedostaci
- vrlo visoka nova ulaganja
- povećani troškovi proizvodnje
- zbrinjavanje CO2

## Utjecaj na okoliš
Politika industrijski razvijenih zemalja, posebice Europske zone, promiče uporabu ultra-čistih dieselskih goriva i tehnološka poboljšanja diesel - motora. Zbog takve politike, eksploatacija sintetičkog diesela je veća nego sintetičkog benzina.
| Dieselsko gorivo   | do 2009 | 2009   | GTL  |
| ------------------ | ------- | ------ | ---- |
| Sumpor / ppm       | 50      | 10     | 0    |
| Aromatski broj / % | oko 30  | do 30  | 0    |
| Cetanski broj      | oko 45  | oko 45 | > 74 |

U tablici je prikazana usporedba udjela sumpora, aromatskog i cetanskog broja dieselskog goriva i sintetičkog diesela.  
Naime, tekuća goriva destilirana iz sirove nafte sadrže sumpor, dušik, aromatične sastojke i druge nečistoće pa se izgaranjem goriva na bazi sirove nafte emitiraju ugljični monoksid, sumporni i dušični oksidi te drugi sastojci, redom veliki zagađivači zraka i tvoritelji efekta staklenika. Konverzija prirodnog plina u tekuće gorivo (GTL; Gas to Liquid) pomaže okolišu na dva načina: 
Prvo, proizvedeni su tekući ugljikovodici čisti i zato čisto izgaraju. Bezbojni su, bez mirisa i male su toksičnosti. Drugo, pretvaranje plina u tekućinu dozvoljava proizvođačima transport i stavljanje na tržište sekundarnog plina koji bi inače izgorio u atmosferi. 